# Сиена Уест
Сиена Уест (на английски: Sienna West) е артистичен псевдоним на американската порнографска актриса Вероника Тейшейра Уайнсток (Veronica Teixeira Weinstock), родена на 6 ноември 1977 г. в Лос Анджелис, щата Калифорния, САЩ.

## Награди и номинации
Носителка на индивидуални награди
- 2007: Adam Film World награда за Milf на годината.

Номинации за индивидуални награди
- 2008: Номинация за AVN награда за Milf на годината.
- 2008: Номинация за CAVR награда за Milf на годината.

Други признания и отличия
- 13-о място в класацията на списание „Комплекс“ – „15-те най-горещи порнозвезди над 30“, публикувана през месец март 2011 г.[3]